# 이지호(각자장)
이지호(각자장)은 대한민국 전라남도 강진군 군동면에 있다. 2011년 4월 4일 강진군의 향토문화유산 제44호로 지정되었다.

## 개요
이지호 약력(59. 9. 5일생)        - 1978 철재 오옥진 선생(국가중요   무형문화재 제106호 각자장)    서각 연구실 입문(1978 - 1985년까지   8년간 師事) - 1990 한국 서각가 협회 이사 - 1991. 4월 일본 마이니찌신문 감사장 - 2008년(平成20년) 상장(우수상) 21세기 국제서전(일본 게이자이신문사)